# Kobo
Kobo – drobna moneta nigeryjska wprowadzona w 1973 r. jako 1/100 nairy.